# Brada nuda
Brada nuda är en ringmaskart som beskrevs av Annenkova 1922. Brada nuda ingår i släktet Brada och familjen Flabelligeridae. Inga underarter finns listade i Catalogue of Life.